# Калининабадский район
Калининабадский район — административно-территориальная единица в составе Таджикской ССР, Ленинабадского округа, Ленинабадской и Ура-Тюбинской областей, существовавшая в 1936—1952 годах. Площадь района по данным 1947 года составляла 1,3 тыс. км².
Калининабадский район был образован в составе Таджикской ССР 7 марта 1936 года из 5 джамсоветов Шахристанского района и 2 джамсоветов, административного подчинённых городу Ура-Тюбе.
В 1938 году Калининабадский район был отнесён к Ленинабадскому округу, а 27 октября 1939 года — к Ленинабадской области.
5 января 1944 года 9 селений Калининабадского района были переданы в новый Ганчинский район.
В 1945 году Калининабадский район был отнесён к новой Ура-Тюбинской области, но уже 23 января 1947 года возвращён в Ленинабадскую область.
15 сентября 1947 года в Калининабадском районе были упразднены кишлачные советы Иторчи и Нижний Дальян.
24 августа 1948 года из упразднённого Ганчинского района в Калининабадский был передан Амбаргазский к/с (упразднён в 1950 году).
В 1952 году Калининабадский район был упразднён.

## Население
Население по данным 1939 года составляло 28 237 чел., в том числе таджики — 59,6 %, узбеки — 36,9 %, русские — 1,9 %.

## СМИ
В районе издавалась газета «Байрақи Ленин»(Знамя Ленина) на таджикском языке.